# Église de l'Immaculée-Conception d'Andouillé
L’église d'Andouillé est dédiée à l'Immaculée Conception, et fut reconstruite en style du XIVe siècle vers  le milieu du XIXe siècle, sous l'impulsion du curé Jean-Baptiste Heslot. Consacrée le 21 mars 1858, elle inaugurait l'ère des reconstructions d'églises. Plus tard, on dut découronner sa flèche de pierre et supprimer la balustrade de la tour. Mais intérieurement, avec ses colonnes, ses arcatures, ses bûtes élevées éclairées de fenêtres élégantes, le sanctuaire reste majestueux et riche.

## Histoire
La cure de la paroisse vécut une histoire pleine de vicissitude. En 1125, Hildebert en confirmait la possession à l’abbaye d'Évron, celle-ci possédait encore, en 1450, le trait de dîme du Teil qu'elle cédait finalement à l’abbaye de Clermont. Revenue à la libre disposition de l'évêque, celui-ci l'annexait à la dignité du doyen rural de Laval en 1341 puis il y créa un vicariat perpétuel. Mais cet arrangement ne devait être que passager car, en 1404, ce n'était plus le doyen de Laval, mais son vicaire qui jouissait du bénéfice. 

### Trois-Maries
En 1444, l'évêque dut en décréter l'annexion à la prébende du doyen de Saint-Tugal de Laval mais celui-ci se borna longtemps à donner la desservance à ferme, à un ou plusieurs chapelains.

#### Annexion à la prébende de Saint-Tugal de Laval
En 1444, on détermina de réunir le Chapitre des Trois-Maries de Montsûrs à celui de Saint-Tugal de Laval. Anne de Laval, première comtesse de Laval, adressa au souverain Pontife la demande de cette réunion. Le Pape l'accueillit et permit à l'Évêque du Mans de la faire. Celui-ci établit en même temps un doyen du chapitre, et fixa à dix-huit le nombre des prébendes; il en supprimait ainsi quatre, puisque la réunion des dix prébendes de Montsûrs aux douze de Saint-Tugal, aurait porté le nombre total à vingt-deux. L'Évêque déclare que la première prébende appartiendra à Blaise Louvet, curé de Saint-Martin d'Andouillé qui sera en même temps chanoine et curé, et de plus chef et doyen du chapitre. Le doyenné et ladite cure resteront unis dans les successeurs de Blaise Louvet. 
Pierre Henry, chevecier de Montsûrs, aura pendant sa vie le titre de chevecier de Saint-Tugal et prendra rang après le doyen qu'il remplacera en cas d'absence. À la mort du dit Henry, la dignité de chevecier sera supprimée et ses revenus passeront au doyen. Le doyen devra être institué par l'Évêque sur la présentation de la comtesse et de ses successeurs. Ceux-ci auront la nomination à quatorze prébendes ; les deux autres resteront à la nomination du doyen, et du chapitre. L'une sera affectée à un maître de chant chargé d'instruire quatre enfans de chœur dans la musique et la grammaire, et de célébrer trois messes par semaine. La comtesse abandonnait l'autre prébende en compensation du droit de patronage de l'église de Meslay cédée par le chapitre à l'Évêque, qui cédait aussi son droit sur la cure d'Andouillé. Cette nouvelle organisation fut approuvée par une bulle du Pape Eugène IV, le 13 octobre 1445.

### Saint-Tugal de Laval
Pendant plus de deux siècles, les doyens de Saint-Tugal eurent seuls la qualité et les revenus de curés d'Andouillé, et n'y avaient que des vicaires amovibles. Ils n'y exerçaient probablement jamais leurs fonctions, et n'y allaient sans doute même pas. Peut-être affermaient-ils la cure aux vicaires. 
Ce mode vicieux d'administration si opposé aux canons de l'église, ne fut changé que par un décret de M. De Lavardin, Évêque du Mans, au 3 juillet 1666, qui établit à Andouillé un curé, vicaire perpétuel, en conservant au doyen de Saint-Tugal la qualité et les prérogatives de curé primitif, ainsi que les droits de patronage et de présentation de la cure. Il est certain qu'il s'éleva entre eux de graves contestations, et qu'en 1718 il y avait un procès pendant en parlement entre Jean Desmares, doyen de Saint-Tugal, et Charles Heaulmé, curé d'Andouillé. Quelques années après, un nouveau procès s'éleva entre M. Gaultier de la Ville Audray, doyen de Saint-Tugal et M. Benoît, curé d'Andouillé.

### Inventaire
Son inventaire se déroula le jeudi 8 février 1906. Devant l'opposition du clergé, du conseil de fabrique et d'une nombreuse assistance, le délégué se contenta de dresser un procès-verbal.

### Restauration
L'église fut fermée au début des années 1990 car son état présentait des risques pour les fidèles, on craignait même qu'elle s'effondre. Après plusieurs années d'études, la restauration commença au début des années 2000, à commencer par le clocher dont la flèche en pierre fut remplacée par une flèche en bois recouverte d'ardoises. Le pilier en bas à droite de la nef a été remplacé. Les peintures du chœur ont été laissées en l'état. 
La restauration s'achève en 2009 et l'église est depuis cette date ouverte au public. Pendant toute la période de la restauration, les messes étaient célébrées dans une salle du village.